# مانو التعليمي
يقع مركز مانو التعليمي داخل محمية فاندو ماسكوتانيا، وهي محمية طبيعية خاصة تمتد على مساحة 643 هكتار. وتعد محمية فاندو ماسكوتانيا جزء من محمية مانو الحيوية وهي إحدى مواقع التراث العالمي التي تم ترشيحها من قبل منظمة الأمم المتحدة وأحد أكبر المناطق المحمية في بيرو.
تضم المحمية العديد من الغابات الاستوائية كغابات الإنديز المنخفضة وغابات الخيزران؛ وهذا التعقيد الجغرافي جعل منها بيئة مناسبة لمجموعة متنوعة من الحيوانات والنباتات. يدار مركز مانو التعليمي من قبل مجموعة كرييس؛ وهي منظمة غير ربحية تعمل على العمل التعاوني وتحقيق الاستدامة في المنطقة.
يخدم المركز العديد من المدارس والدوائر المحلية بالإضافة إلى الباحثين والمتطوعين الدوليين. استضاف المركز ورش عمل مختلفة لمنظمة الدراسات الاستوائية باسم حرّاس منتزه مانو الوطني، بالإضافة إلى استضافة المشاريع البحثية لعدد من الجامعات مثل جامعة اكسفورد، وأبردين، وغلاسكو، ومدرسة الدراسات الشرقية والإفريقية التابعة لجامعة لندن. عمل المركز أيضًا مع مدارس مختلفة من المملكة المتحدة من ضمنها مدرسة ساوث بانك الدولية ومدرسة تونبريدج.